# Руф, Кемар
Кемар Руф (англ. Kemar Roofe; родился 6 января 1993 года в Уолсолле, Англия) — английский футболист, нападающий и полузащитник.

## Карьера
Руф является воспитанником футбольной академии клуба «Вест Бромвич Альбион». В июле 2009 года он получил спортивную стипендию от клуба, а в феврале 2012 года заключил свой первый профессиональный контракт. Однако до выступлений за основную команду клуба Руф так и дошёл. На протяжении семи лет он выступал за молодёжные команды «Вест Бромвича» и регулярно отправлялся в аренды в клубы более низкого ранга. В 2011 году Руф сыграл три матча и забил один гол за исландский клуб «Викингур» (Рейкьявик). В дальнейшем он играл в аренде за английские клубы «Нортгемптон Таун», «Челтнем Таун», «Колчестер Юнайтед» и «Оксфорд Юнайтед».
В «Оксфорде» Руф наиболее хорошо себя проявил, за полгода сыграв 16 матчей и забив в них 6 голов. В итоге он в мае 2015 года перешёл в этот клуб на постоянной основе, заключив контракт на три года. В сезоне 2015/2016 Руф в составе «Оксфорд Юнайтед» успешно играл во Второй лиге, забив 18 голов в 40 матчах. По итогам сезона он был признан лучшим игроком Второй лиги. Также в том сезоне Руф отметился результативными действиями в кубковых матчах. Так, 11 августа 2015 года он забил гол с 40 ярдов в ворота «Брентфорда» в матче Кубка Футбольной лиги, а 10 января 2016 года дважды забил в Кубке Англии клубу Премьер-лиги «Суонси Сити». Кроме того, своими четырьмя голами Руф помог «Оксфорду» дойти до финала Трофея Футбольной лиги.
7 июля 2016 года Руф перешёл за 3,5 млн евро в «Лидс Юнайтед», выступающий в Чемпионате Футбольной лиги. Его контракт с клубом был заключён сроком на четыре года. В своём дебютном сезоне в составе «Лидса» Руф был одним из основных игроков и провёл 42 матча в чемпионате.

## Достижения
«Рейнджерс»
- Чемпион Шотландии: 2020/21